# موتور حاجی یارمحمد
موتور حاجی یارمحمد یک منطقهٔ مسکونی در ایران است که در دهستان گوهرکوه واقع شده‌است. موتور حاجی یارمحمد ۳۱ نفر جمعیت دارد.